# Шельтинг, Владимир Романович
Влади́мир Романович Ше́льтинг (нидерл. Woldemar Wybrand van Scheltinga, 7 октября 1821 — 2 февраля 1884, Санкт-Петербург) — флота генерал-майор (1875), представитель 4-го поколения рода Шельтингов в России.

## Биография
Родился 7 октября 1821 года в Архангельске, второй ребёнок в семье капитана Архангельского порта капитана 1го ранга Романа Петровича Шельтинга и Минны Андреевны фон Шельтинга (урождённой баронессы фон Неттельгорст). Воспитывался при родителях. Лютеранин. 8 декабря 1837 года поступил юнкером в Балтийский флот, в 19-й флотский экипаж.

### Под парусом
В 1838—1840 плавал в Балтийском море на фрегате «Аврора» с Его Высочеством Генерал-Адмиралом. В 1839 произведен в мичмана. В 1841—1843 гг на том же фрегате плавал от Кронштадта до Копенгагена.
24 марта 1844г производится в лейтенанты и переводится в Архангельск на новопостроенный корабль корабль «Ингерманланд». На этом корабле под командой генерал-адмирала перешёл в Кронштадт. За усердие в службе награждён орденом Святого Станислава 3 степени. В 1845 −1846 гг на том же корабле с Великим Князем перешёл из Кронштадта в Средиземное море и обратно.

### Первые пароходы
В эпоху перехода от парусного флота к паровому, в числе первых осваивал колесные пароходы, исполнявшие в этот период роль крейсеров.
В 1847 г на пароходе «Усердный» ходил по портам Финского залива.
В 1848—1857 гг командовал последовательно пароходами «Усердный», «Быстрый» и «Нева». 18 апреля 1853г произведен в капитан-лейтенанты.
Во время Крымской войны (1853—1856), пароход «Быстрый» под командованием Шельтинга участвовал в операциях Балтийской компании. С апреля по ноябрь 1853 года крейсировал между портами Финского залива, в Рижском заливе и до порта Вендау. В 1854 году, с апреля до ноября, в составе 2-й бригады Шхерной Гребной Флотилии совершал плавания между Санкт-Петербургом, Кронштадтом, Роченсальмом, Свеаборгом и Гельсинфорсом. 23 августа на переходе в Роченсальм близ Стирсуддена «Быстрый» встретился с неприятельским флотом, винтовым фрегатом и большим пароходом, но в бой не вступал за дальностью расстояния.

### На службе в РОПиТ
После того, как в марте 1856 года был подписан Парижский мирный договор и России было запрещено иметь военные корабли на Чёрном море, при Морском Министерстве был создан Комитет для развития торгового флота, содействовавший организации русских пароходных компаний. В том же году было создано Русское общество пароходства и торговли (РОПиТ).
21 июня 1858 года Владимир Романович, уволен для службы на коммерческих пароходах в Пароходное Общество по р. Днепру и его притокам, «с зачислением по Флоту, на половинном по чину жаловании и с оставлением при них денщиков». С 21 июня 1858г при заказе пароходов Бельгии на Заводе Коккериля, при сборке пароходов в Варшаве и проводке новопостроенных пароходов из Варшавы, из Антверпена на Днепр.
1 января 1860г Владимир Романович, был переведён на службу в РОПиТ. Четырнадцать лет Шельтинг ходил капитаном на пароходах РОПиТ: «Олег», «Пилад», «Император Александр II», «Юнона», «Великий Кн. Михаил», «Таганрог» «Кн. Барятинский», «Орест», «Буг», на Константинопольско-Александрийской, Марсельской, Крымско-Кавказской, Солоникской, Таганрого-Константинопольской, Херсонско-Днепровской линиях.
На этой службе Шельтинг произведен в капитаны 2-го ранга (1 января 1862 года) и капитаны 1-го ранга (1 января 1865 г).
6 июля 1874г зачислен на действительную службу с назначением в 8й флотский экипаж. За выслугу 35 лет в офицерских чинах награждён Орден Святого Владимира 4й степени с бантом.
21 апреля 1875 года произведен в Генерал-майоры, с увольнением от службы.

### Исполнительный директор Товарищества Архангельско-Мурманского срочного пароходства
Сразу после выхода в отставку Владимир Романович был приглашен на должность директора-распорядителя Товарищества Архангельско-Мурманского срочного пароходства, контора которого вскоре открылась в Архангельске. Членами Правления Товарищества были Ф. В. Чижов, граф К. Ф. Литке и С. И. Мамонтов, председателем правления был избран Ф. В. Чижов. Отставной флота генерал-майор Владимир Романович был одним из пайщиков Товарищества.
В функции директора-распорядителя входило решение всех оперативных вопросов. 7 июля 1875 года Владимир Романович письменно уведомлял губернатора Н. П. Игнатьева, что первый приобретенный товариществом пароход «Архангельск» отправляется на следующий день, то есть 8 июля 1875 г. «в 3 '/2 часа пополудни», в свой первый рейс по Мурманской линии. В расписании значилось семь пунктов захода, в том числе два норвежских города — Вардё и Вадсё.
К навигации 1876 г Товарищество владело тремя пароходами, работавшими на Мурманской и на Беломорской линиях, однако баланс пароходства за 1876 г был сведен со значительным убытком.
В том же году В. Р. Шельтинг подготовил все необходимые документы для ликвидации дел Товарищества и подал прошение об отставке.
Скончался 2 февраля 1884 года в Санкт-Петербурге, похоронен на Волковском лютеранском кладбище. Там же похоронена его жена.

## Семья
Женат на девице Вильгельмине Гессен (4 мая 1828 — 26 декабря 1889), дочери генерал-лейтенанта Гессена.
Сыновья:
- Роман (Reinhold, 1847—1909),
- Александр (1850—?),
- Владимир (Woldemar, 1864—1921) — русский контр-адмирал, Георгиевский кавалер
- Федор (Friedrich Gustav, 1866—1937)

и дочь Вильгельмина.